# Světový pohár v orientačním běhu 2014
Světový pohár v orientačním běhu v roce 2014 (Orienteering World Cup 2014) je série závodů v orientačním běhu. Tato soutěž je pořádaná každoročně Mezinárodní federací orientačního běhu (IOF). První oficiální série světového poháru se konala v roce 1986 a poté každý druhý rok až do roku 2004. Od roku 2004 se světový pohár koná každoročně. V roce 2014 bylo na programu 14 bodovaných závodů: v Turecku, Španělsku, Portugalsku, Norsku, Finsku, Itálii a Švýcarsku. 

## Program světového poháru 2014
Světový pohár v orientačním běhu 2014 zahrnoval 14 závodů v sedmi zemích, včetně mistrovství Evropy v Portugalsku a mistrovství světa v Itálii. Mužskou kategorii ovládli Švýcaři, když první tři místa obsadili Daniel Hubmann, Fabian Hertner a Matthias Kyburz, přičemž Hubmann získal svůj pátý celkový titul. V ženách zvítězila Švédka Tove Alexanderssonová, která v těsném souboji porazila Švýcarku Judith Wyderovou a Dánku Maju Almovou. Alexanderssonová tak zahájila svou éru dominance po odchodu legendární Simone Niggliové. Sezóna přinesla i napínavé momenty, například anulování jednoho ze závodů ve Španělsku kvůli technickým problémům. Výsledky potvrzovaly švýcarskou hegemonii v mužské kategorii, zatímco v ženské se ukázala nová generace závodnic. Na dílčí vítězství dosáhli i další závodníci, jako Francouz Thierry Gueorgiou na klasické trati mistrovství světa nebo Dán Søren Bobach ve sprintu, což podtrhlo globální konkurenci v tomto sportu.
| č.  | Datum             | Trať         | Místo                | Vítěz muži        | Vítěz ženy            |
| --- | ----------------- | ------------ | -------------------- | ----------------- | --------------------- |
| 1.  | 1. března 2014    | Middle       | Antalya, Turecko     | Daniel Hubmann    | Judith Wyderová       |
| 2.  | 5. dubna 2014     | Long         | Murcia, Španělsko    | Závod zrušen      | Závod zrušen          |
| 3.  | 6. dubna 2014     | Middle       | Murcia, Španělsko    | Oleksandr Kratov  | Tove Alexanderssonová |
| 4.  | 13. dubna 2014    | Sprint (EOC) | Palmela, Portugalsko | Jonas Leandersson | Judith Wyderová       |
| 5.  | 14. dubna 2014    | Middle (EOC) | Palmela, Portugalsko | Daniel Hubmann    | Tove Alexanderssonová |
| 6.  | 15. dubna 2014    | Long (EOC)   | Palmela, Portugalsko | Daniel Hubmann    | Annika Billstamová    |
| 7.  | 7. června 2014    | Middle       | Kongsberg, Norsko    | Olav Lundanes     | Tove Alexanderssonová |
| 8.  | 8. června 2014    | Long         | Kongsberg, Norsko    | Oleksandr Kratov  | Tove Alexanderssonová |
| 9.  | 11. června 2014   | Sprint       | Imatra, Finsko       | Jonas Leandersson | Judith Wyderová       |
| 10. | 5. července 2014  | Sprint (WOC) | Benátky, Itálie      | Søren Bobach      | Judith Wyderová       |
| 11. | 9. července 2014  | Long (WOC)   | Trentino, Itálie     | Thierry Gueorgiou | Svetlana Mironovová   |
| 12. | 11. července 2014 | Middle (WOC) | Trentino, Itálie     | Olav Lundanes     | Annika Billstamová    |
| 13. | 4. října 2014     | Middle       | Liestal, Švýcarsko   | Daniel Hubmann    | Tove Alexanderssonová |
| 14. | 5. října 2014     | Sprint       | Liestal, Švýcarsko   | Matthias Kyburz   | Judith Wyderová       |

## Konečné pořadí TOP - 10
| Muži     | Muži      | Muži              | Muži | Ženy     | Ženy      | Ženy                  | Ženy |
| Umístění | Země      | Jméno a příjmení  | Body | Umístění | Země      | Jméno a příjmení      | Body |
| -------- | --------- | ----------------- | ---- | -------- | --------- | --------------------- | ---- |
| 1.       | Švýcarsko | Daniel Hubmann    | 1058 | 1.       | Švédsko   | Tove Alexanderssonová | 1026 |
| 2.       | Švýcarsko | Fabian Hertner    | 519  | 2.       | Švýcarsko | Judith Wyderová       | 720  |
| 3.       | Švýcarsko | Matthias Kyburz   | 513  | 3.       | Švédsko   | Maja Almová           | 506  |
| 4.       | Norsko    | Olav Lundanes     | 494  | 4.       | Švédsko   | Lena Eliassonová      | 491  |
| 5.       | Ukrajina  | Oleksandr Kratov  | 437  | 5.       | Dánsko    | Ida Bobachová         | 449  |
| 6.       | Švédsko   | Jonas Leandersson | 365  | 6.       | Švédsko   | Helena Janssonová     | 392  |
| 7.       | Švédsko   | Gustav Bergman    | 347  | 7.       | Ukrajina  | Nadiya Volynska       | 378  |
| 8.       | Švédsko   | Jerker Lysell     | 336  | 8.       | Švýcarsko | Julia Grossová        | 368  |
| 9.       | Dánsko    | Søren Bobach      | 291  | 9.       | Švýcarsko | Sara Luescherová      | 308  |
| 10.      | Norsko    | Magne Daehli      | 243  | 10.      | Ukrajina  | Svetlana Mironova     | 308  |